# Chef-du-Pont
Chef-du-Pont is een plaats en voormalige gemeente in het Franse departement Manche in de regio Normandië en telt 745 inwoners (1999).
De plaats maakt deel uit van het arrondissement Cherbourg-Octeville en is op 1 januari 2016 opgegaan in de gemeente Sainte-Mère-Église.

## Geografie
De oppervlakte van Chef-du-Pont bedraagt 3,8 km², de bevolkingsdichtheid is 196,1 inwoners per km².
De onderstaande kaart toont de ligging van Chef-du-Pont met de belangrijkste infrastructuur en aangrenzende gemeenten.

## Demografie
Onderstaande figuur toont het verloop van het inwonertal (bron: INSEE-tellingen).

Beuzeville-au-Plain · Carquebut · Chef-du-Pont · Écoquenéauville · Foucarville · Ravenoville · Sainte-Mère-Église